# 가미무라 쇼
가미무라 쇼(일본어: 神村 奨, 1989년 3월 29일 ~ )는 일본의 전 축구 선수이다.

## 구단 경력
그는 2011년부터 201년까지 J2리그의 미토 홀리호크에서 활동하였다.
2015년 4월 30일 강간치상 혐의로 경찰에 체포되었다.